# Amphoe Non Daeng
Amphoe Non Daeng (Thai: อำเภอ โนนแดง) ist ein Landkreis (Amphoe – Verwaltungs-Distrikt) im Nordosten der Provinz Nakhon Ratchasima. Die Provinz Nakhon Ratchasima liegt in der Nordostregion von Thailand, dem so genannten Isan. 

## Geographie
Amphoe Non Daeng grenzt an die folgenden Landkreise (von Norden im Uhrzeigersinn): an die Amphoe Sida, Prathai, Phimai, Khong und Bua Yai. Alle Amphoe liegen in der Provinz Nakhon Ratchasima.

## Geschichte
Das Dorf Non Daeng wurde 1965 zu einem Tambon des Amphoe Bua Yai erhoben. Später wurde es Teil des Amphoe Prathai. Am 1. April 1989 wurde Non Daeng als ein „Zweigkreis“ (King Amphoe) eingerichtet, indem sein Gebiet zusammen mit den Tambon Non Ta Then, Sam Phaniang und Wang Hin vom Amphoe Prathai abgetrennt wurden. 
Der fünfte Tambon Don Yao Yai wurde am 1. August 1989 hinzugefügt. 
Am 20. Oktober 1993 wurde der Kleinbezirk zum Amphoe heraufgestuft.

## Verwaltung

### Provinzverwaltung
Der Landkreis Non Daeng ist in fünf Tambon („Unterbezirke“ oder „Gemeinden“) eingeteilt, die sich weiter in 65 Muban („Dörfer“) unterteilen.
| Nr. | Name         | Thai      | Muban | Einw. |
| --- | ------------ | --------- | ----- | ----- |
| 1.  | Non Daeng    | โนนแดง    | 17    | 8.795 |
| 2.  | Non Ta Then  | โนนตาเถร  | 12    | 3.897 |
| 3.  | Sam Phaniang | สำพะเนียง  | 12    | 4.846 |
| 4.  | Wang Hin     | วังหิน      | 13    | 4.524 |
| 5.  | Don Yao Yai  | ดอนยาวใหญ่ | 11    | 3.508 |

### Lokalverwaltung
Es gibt zwei Kommunen mit „Kleinstadt“-Status (Thesaban Tambon) im Landkreis:
- Wang Hin (Thai: เทศบาลตำบลวังหิน), bestehend aus dem gesamten Tambon Wang Hin.
- Non Daeng (Thai: เทศบาลตำบลโนนแดง), bestehend aus Teilen des Tambon Non Daeng.

Außerdem gibt es vier „Tambon-Verwaltungsorganisationen“ (องค์การบริหารส่วนตำบล – Tambon Administrative Organizations, TAO):
- Non Daeng (Thai: องค์การบริหารส่วนตำบลโนนแดง)
- Non Ta Then (Thai: องค์การบริหารส่วนตำบลโนนตาเถร)
- Sam Phaniang (Thai: องค์การบริหารส่วนตำบลสำพะเนียง)
- Don Yao Yai (Thai: องค์การบริหารส่วนตำบลดอนยาวใหญ่)